# Kahiri
Kahiri is een bestuurslaag in het regentschap Oost-Soemba van de provincie Oost-Nusa Tenggara, Indonesië. Kahiri telt 1592 inwoners (volkstelling 2010).